# Eleccions presidencials del Tadjikistan de 2006
El 6 de novembre de 2006 es van celebrar eleccions presidencials al Tadjikistan. El resultat va ser una victòria per a l'actual president Emomalí Rahmonov, que va obtenir un tercer mandat després de rebre el 80% dels vots.

## Candidats
Cinc candidats es van presentar a les eleccions:
- Emomalí Rahmonov, president en funcions i membre del dominant Partit Popular Democràtic del Tadjikistan. Les disposicions constitucionals que impedien a Rahmonov presentar-se a altres mandats van ser eliminades enmig de controvèrsies. Aquestes van ser les últimes eleccions presidencials al Tadjikistan en les quals Emomalí Rahmonov es va presentar amb el cognom «Rakhmonov». Pocs mesos després d'aquestes eleccions presidencials, concretament el 21 de març de 2007, Emomali Rahmonov va eliminar el sufix rus «-o» del seu cognom i es va convertir en Emomalí Rahmon, instant als altres tadjiks que seguissin el seu exemple.[3]
- Abduhalim Ghafforov - inscrit com a representant del Partit Socialista, encara que no es tracta del Partit Socialista original, al qual se li va denegar el registre.
- Amir Qaroqulov - Partit Agrari
- Olimzhon Boboyev - Partit de la Reforma Econòmica
- Ismoil Talbakov - Partit Comunista del Tadjikistan

El Partit del Renaixement Islàmic del Tadjikistan, el Partit Democràtic i el Partit Socialdemòcrata van boicotejar les eleccions, criticant l'aparell electoral del país com a poc fiable i negant-se a acceptar els canvis constitucionals que van permetre a Rahmonov optar a un tercer mandat.

## Campanya
Un míting dels partits de l'oposició va ser interromput. Segons la BBC, cap dels quatre candidats que s'oposen a Rahmonov li ha criticat públicament, i l'Organització per a la Seguretat i la Cooperació a Europa ha dit que «no s'han observat fins ara signes d'una campanya competitiva».

## Conducta
Els observadors electorals de la CEI van declarar les eleccions «legals, lliures i transparents», mentre que l'OSCE les va condemnar, i les eleccions han estat qualificades de «defectuoses i injustes, però pacífiques».